# Fagereds pastorat
Fagereds pastorat var ett pastorat inom Svenska kyrkan i Falkenbergs kontrakt av Göteborgs stift. Pastoratskod: 081504. Pastoratet uppgick 1 januari 2017 i Falkenbergs pastorat.
Pastoratet låg i Falkenbergs kommun och utgjorde en kyrklig samfällighet med medeltida ursprung, och omfattade sedan år 1971 följande församlingar:
- Fagereds församling
- Källsjö församling
- Ullareds församling
- Älvsereds församling[2]

Pastoratet omfattade från samma år samhällena Fagered, Fridhemsberg, Källsjö, Lia, Obbhult, Ullared och Älvsered med kringliggande landsbygd och låg både i landskapet Halland och i Västergötland.

## Series Pastorum

### Lista över kyrkoherdar i Fagereds pastorat
| Nummer | Tjänstgörande år | Namn                          | Född             | Död                          | Övrigt                                                                       |
| ------ | ---------------- | ----------------------------- | ---------------- | ---------------------------- | ---------------------------------------------------------------------------- |
| 1.     | -                | Anders Ingemarsson            | -                | -                            | Prästvigd 1572. Närvarande vid hyllningskonventet i Varberg i mars 1584      |
| 2.     | -                | Hans Andreae (Hans Andersson) | -                | -                            |                                                                              |
| 3.     | –1664            | Hans Michelson Riberus        | -                | -                            | Omnämnd tidigast 1624.                                                       |
| 4.     | 1664–1698        | Simon Hansson Faurelius       | -                | 1698                         | Son till företrädaren och halvbror till komministern Casten Faurelius, nedan |
| 5.     | 1698–1730        | Nils Fredriksson Bagge        | -                | 1730                         |                                                                              |
| 6.     | 1731–1744        | Sven Dahlin                   | –                | 1744                         | Svärson till företrädaren                                                    |
| 7.     | 1745–1750        | Jonas Lomberg                 | -                | 1750                         | Hade under 1730-talet verkat som präst vid Ostindiska kompaniet              |
| 8.     | 1753–1790        | Johan Dahlin                  | 11 december 1709 | 1790                         | Yngre bror till Sven Dahlin, ovan                                            |
| 9.     | 1790–1820        | Carl Magnus Berg              | 1757             | 1820                         | Svärson till företrädaren. Blev prost 1803                                   |
| 10.    | 1821–1847        | Carl Fredrik Fast             | 1771             | 1847                         |                                                                              |
| 11.    | 1848–1864        | Lars Andersson                | 1792             | 1864                         |                                                                              |
| 12.    | 1864–1872        | Nils Andersson Rudbeck        | 1799             | 1872                         |                                                                              |
| 13.    | 1873–1896        | Anders Peter Ericsson         | 29 november 1835 | 29 maj 1896                  |                                                                              |
| 14.    | 1898–1921        | Johan Wettergren              | 17 augusti 1856  | 17 juli 1921                 |                                                                              |
| 15.    | 1924–1949        | Gottfried Elmlund             | 26 november 1877 | 15 december 1949             |                                                                              |
| 16.    | 1950–1971        | Gunnar Gren                   | 25 november 1906 | 6 november 1994 (Falkenberg) |                                                                              |
| 17.    | 1971–1979        | Mats Carlsson                 | -                | -                            | Blev kyrkoherde i Solberga församling, Göteborgs stift                       |
| 18.    | 1979–1988        | Henrik Lindman                | -                | -                            | Blev kyrkoherde i Falkenbergs församling                                     |
| 19.    | 1989–2014        | Hans Gunnar Halmerius         | -                | -                            |                                                                              |

### Lista över komministrar i Fagereds pastorat
| Nummer | Tjänstgörande år | Namn                                         | Född             | Död                                  | Övrigt                                                                          |
| ------ | ---------------- | -------------------------------------------- | ---------------- | ------------------------------------ | ------------------------------------------------------------------------------- |
| 1.     | 1649–            | Castanus Johannis Faurelius (Casten Hansson) | -                | -                                    | Levde ännu 1683. Son till kyrkoherde Riberus, ovan                              |
| 2.     | –1709            | Thomas Falkman                               | -                | 1709                                 |                                                                                 |
| 3.     | 1709–1720        | Anders Arenander                             | cirka 1672       | 1720                                 | -                                                                               |
| 4.     | -                | Hans Bengtsson Faurelius                     | -                | -                                    | Adoptivson till kyrkoherde Faurelius, ovan. Blev kyrkoherde i Bollebygd         |
| 5.     | 1740–1757        | Joachim Fredrik Barfoth                      | 18 juli 1709     | 24 mars 1757                         |                                                                                 |
| 6.     | 1758–            | Jonas Wallin                                 | 1718             | 1794 (Kungsäter)                     | Svärson till kyrkoherde Bagge, ovan. Blev år 1782 kyrkoherde i Kungsäter        |
| 7.     | 1777–1802        | Anders Wallmark                              | 24 oktober 1744  | 1829                                 | Blev kyrkoherde i Harplinge och prost år 1805                                   |
| 8.     | 1802–1805        | Jonas Hasse                                  | 1775             | 1805                                 |                                                                                 |
| 9.     | 1806–1810        | Johan Lorens Warelius                        | 1779             | 21 april 1810                        |                                                                                 |
| 10.    | 1810–1815        | Daniel Fredrik Erdman                        | 1776             | 1830 (Veddige)                       | Svärson till kyrkoherde Berg, ovan. Blev komminister i Veddige                  |
| 11.    | 1815–1822        | Elias Pettersson                             | 2 september 1780 | -                                    | Blev avsatt som präst 1822                                                      |
| 12.    | 1823–1824        | Caspar Nilsson                               | 1782             | 1849 (Grimeton)                      | Blev komminister i Grimeton                                                     |
| 13.    | 1824–1835        | Johan Fehrlund                               | 30 december 1794 | 1838 (Kungsbacka)                    | Blev kyrkoherde i Kungsbacka                                                    |
| 14.    | 1835–1872        | Benedict Andreae Törnblom (Bengt Andersson)  | 1801             | 1872                                 | Blev vice pastor 1849. En av de stora förgrundsgestalterna inom Schartauanismen |
| 15.    | 1874–1900        | Erik Westerlund                              | 29 januari 1840  | 5 juni 1900                          |                                                                                 |
| 16.    | 1903–1909        | Ludvig Olén                                  | 6 juli 1869      | 7 juli 1909                          |                                                                                 |
| 17.    | 1911–1921        | Emil Modén                                   | 17 mars 1846     | 18 mars 1921                         |                                                                                 |
| 18.    | 1922–1935        | Theodor Brunnander                           | 11 augusti 1896  | 26 juni 1971 (Lund)                  | Tillträdde år 1935 som kyrkoherde i Myckleby. Blev emeritus 1963                |
| 19.    | 1936–1944        | Alvar Riegnell                               | 19 december 1905 | 9 januari 1982 (Varberg)             | Tillträdde år 1944 som kyrkoherde i Stora Lundby församling                     |
| 20.    | 1945–1958        | Bertil Holmquist                             | 3 maj 1907       | 15 april 1974 (Snöstorps församling) | Tillträdde år 1958 som kyrkoherde i Falkenbergs församling                      |
| 21.    | 1959–            | Henrik Nilsson                               | 7 mars 1915      | 21 december 2008 (Varberg)           |                                                                                 |

### Fotnoter
1. ↑  ”Kyrkliga indelningar”. Statistiska centralbyrån. https://www.scb.se/hitta-statistik/regional-statistik-och-kartor/regionala-indelningar/kyrkliga-indelningar/. Läst 31 december 2022.
2. ↑  Älvsereds församling tillhörde fram till 1971 Mjöbäcks pastorat, men överfördes detta år till Hallands län
3. ↑  Kyrkoherden Nils Fredriksson tillhörde Bagge-släkten från Marstrand
4. ↑  Sven Dahin var äldre bror till skalden Olof von Dalin
5. ↑  Sveriges dödbok 1901–2009, DVD‐ROM, Version 5.00, Sveriges Släktforskarförbund (2010): Wettergren, Johan
6. ↑  Sveriges dödbok 1901–2009, DVD‐ROM, Version 5.00, Sveriges Släktforskarförbund (2010): Elmlund, Axel Gottfrid
7. ↑  Sveriges dödbok 1901–2009, DVD‐ROM, Version 5.00, Sveriges Släktforskarförbund (2010): Gren, Gunnar August
8. ↑  Henrik Lindman är son till kyrkoherden och psalmförfattaren Lars Lindman
9. ↑  Komminister Barfoths far, kyrkoherden Christen B. (död 1712), var kusin med kyrkoherden Henric Ejlertsson B. (död 1711) som var farfar till läkaren och professorn i medicin Andreas Barfoth
10. ↑  Komminister Wallmark var far till skriftställaren Per Adam Wallmark
11. ↑  Komminister Törnblom var bland annat far till läkaren och medicinalrådet Alrik Törnblom
12. ↑  Sveriges dödbok 1901–2009, DVD‐ROM, Version 5.00, Sveriges Släktforskarförbund (2010): Westerlund, Erik
13. ↑  Sveriges dödbok 1901–2009, DVD‐ROM, Version 5.00, Sveriges Släktforskarförbund (2010): Olén, Ludvig
14. ↑  Sveriges dödbok 1901–2009, DVD‐ROM, Version 5.00, Sveriges Släktforskarförbund (2010): Modén, Josef Emil Mauritz
15. ↑  Sveriges dödbok 1901–2009, DVD‐ROM, Version 5.00, Sveriges Släktforskarförbund (2010): Brunnander, Theodor Adolf
16. ↑  Sveriges dödbok 1901–2009, DVD‐ROM, Version 5.00, Sveriges Släktforskarförbund (2010): Riegnell, John Fritz Alvar
17. ↑  Sveriges dödbok 1901–2009, DVD‐ROM, Version 5.00, Sveriges Släktforskarförbund (2010): Holmquist, Bertil Ivan Daniel
18. ↑  Komministertjänsten ändrades 1962 till en kyrkoadjunktstjänst, vilken delades ½ med Kungsäters pastorat
19. ↑  Sveriges dödbok 1901–2009, DVD‐ROM, Version 5.00, Sveriges Släktforskarförbund (2010): Nilsson, Henrik Gunnar Bernhard